# جون غرين (لاعب كريكت)
جون غرين (15 يناير 1980 بدونستابل في المملكة المتحدة - )، هو لاعب كريكت بريطاني. لعب مع نادي مقاطعة بيدفوردشير للكريكت ‏.

## وصلات خارجية
- جون غرين على موقع إي آس بي آن كريك إنفو (الإنجليزية)